# Museum of operation Avalanche
Il Museum of operation Avalanche (Moa) è un museo ubicato a Eboli, in provincia di Salerno.
Istituito nel 2012 dall'Associazione Sophis presieduta da Marco Botta, all'interno del complesso monumentale del XV secolo detto della SS. Trinità, è dedicato allo sbarco alleato a Salerno, avvenuto il 9 settembre 1943, durante la campagna d'Italia nella seconda guerra mondiale.
Il percorso espositivo si snoda lungo il portico del chiostro e in vari ambienti attigui. Oltre alla mostra di reperti bellici e fotografie storiche vi è la "Sala emozionale", un ambiente interattivo in cui vengono ricreate le fasi dello sbarco alleato.